# 뮌니흐 페렌츠

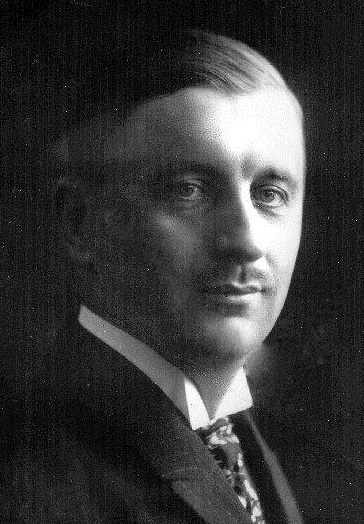
뮌니흐 페렌츠

뮌니흐 페렌츠(헝가리어: Münnich Ferenc [ˈmynnih ˈfɛrɛnt͡s][*], 1886년 11월 18일 셰레게예시 ~ 1967년 11월 29일 부다페스트)는 헝가리의 정치인이다. 1958년 1월 28일부터 1961년 9월 13일까지 헝가리의 총리를 역임했다. 헝가리 사회노동당 창당 이후에 임명된 첫 총리이며 1965년, 1967년에는 소련으로부터 레닌 훈장을 받았다.